# Троллехольм (замок)
Троллехольм (швед. Trolleholms slott, до 1755 года Эриксхольм, дат. Eriksholm borg) — замок, расположенный в приходе Торрлёса, в бывшем графстве Онсьё, в современной коммуне Свалёв, в лене Сконе, Швеция.
Строительство замка началось в 1538 году по решению датского риксрода (в ту эпоху провинция Сконе принадлежала датской короне). В 1678 году к концу очередной Датско-шведской войны крепость была сожжена. В 1680 году имение выкупила Хелле Розенкрантц (Helle Rosenkrantz) из известного рода Розенкрантц, вдова Нильса Тролле. И вскоре замок был восстановлен. В 1727 году её внуки продали замок своему родственнику Фредрику Тролле из рода Тролле, который в 1755 году изменил название замка на Троллехольм.

## История

### Ранний период
В Средние века в том месте, где находится современный замок, находились две фермы. Поселение называлось Каттис Наббе. Чётких сведений о том, кому принадлежала земля до 1400 года, не имеется. В документах 1424 года встречается имя оружейника Эрика Нильсена, который был собственником одной из ферм. В 1471 году в качестве владельца упоминается некий Могенс Свенсен. После него новым хозяином имения стал монастырь Херревад.

### Строительство замка

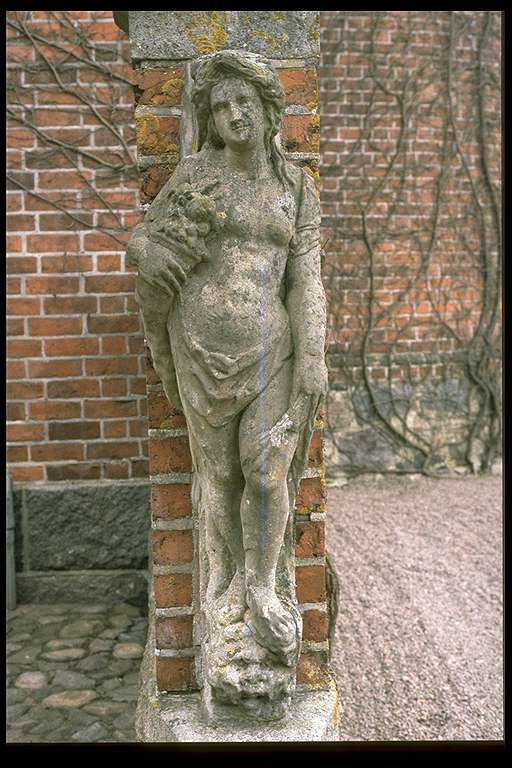
Старинная статуя внутри замка

История возникновения в этой местности крепости восходит к XVI веку. В 1533 году собственником имения Каттис Набе по согласованию с правительством Дании стал Таге Оттесен Тотт (монастырю выделили другие сельскохозяйственные угодья) из рода Тотт. Именно он и построил первые оборонительные сооружения. В 1528 году впервые встречается название замка Эриксхольм. Крепость оказалась названа в честь старшего брата Таге Тотта по имени Эрик, который умер в 1533 году. 
Главным сооружением замка Эриксхольм стало трёхэтажное каменное здание. Другие постройки и стены образовывали прямоугольник с небольшим внутренним двором. В юго-западном и северо-восточном углах возвели башни (позднее появились ещё две башни). В крепости предусмотрели места для размещения артиллерийских орудий. Снаружи выкопали ров, через который с восточной стороны перекинули подъёмный мост. Причём к востоку от замка находились постройки фермы, которые одновременно служили  своеобразным форбургом, призванным прикрывать внешние подходы к основной крепости.
Таге Оттесен Тотт был важным чиновником, дворянином и руководителем крепостей Ландскруна и Бохус. Его наследники владели замком Эриксхольмом около 150 лет. В 1562 году имение унаследовал Оттe Тагесен Тотт (сын Таге). Сам Оттe был женат на Софи Оттесдаттер Браге, младшей сестре знаменитого Тихо Браге, владевшего замком Кнутстурпс. В 1588 году она и стала единоличной владелицей земли. На тот момент Софи было всего 28 лет.

### Во владении Софи Оттесдаттер Браге
Софи Оттесдаттер Браге интересовалась наукой, астрономией и медициной. Она часто бывала в гостях на острове Хвен с братом Тихо Браге. Во время очередной поездки на Вен она познакомилась с молодым дворянином и авантюристом Эриком Ланге. Софи страстно влюбилась и обручилась. Но после помолвки Эрик уехал за границу, чтобы скрыться от своих кредиторов. Софи вернулась в Эриксхольм. Здесь она занималась воспитанием сына, а также занялась алхимическими экспериментами. Скучая по возлюбленному, Софи написала известное стихотворение на латыни «Урания Титану», посвящённое Эрику Ланге.
Когда образование наследника рода Тоттов было закончено, юношу по традиции отправили в ознакомительную поездку за границу. Софи последовала за сыном и нашла своего обожаемого Эрика Ланге прозябающим в бедности в Гамбурге. Она убедила Эрика вернуться в Данию. Но по возвращении этот человек был немедленно арестован и заключён в долговую тюрьму. Вдова смогла его выкупить. И наконец в 1602 году, когда ей было уже 46 лет, она наконец-то смогла официально выйти за любимого замуж. Самое печальное, что Эрик Ланге продолжил свои финансовые авантюры и теперь долги появились не только у него, но и у Софи. Эта история едва не закончилась бедой. В счёт погашения долгов на всё имущество Софи наложили арест. Частично спасти ситуацию смог её сын Таге. После наступления совершеннолетия он смог войти в права наследования и частично рассчитаться с долгами. Эрик Ланге всё равно мечтал о богатстве, скрывался от кредиторов и вновь сбежал за границу. На это раз навсегда. Он умер в Праге в 1613 году без гроша за душой. 
Софи до конца жизни занималась научными исследованиями. Основное  время она уделяла трудам по генеалогии. Её работы можно найти в библиотеке университета города Лунд.

### XVII век
Единственный сын Софи Браге государственный советник Таге Оттесен Тотт получил прозвище «Король Сконе». Он считается одним из самых знаменитых людей региона. За свою жизнь он успел четыре раза вступить в официальный брак. Таге умер всего за несколько дней до заключения Роскилльского мира в 1658 году. Таким образом, он избежал преследований со стороны стокгольмских эмиссаров. Эти репрессии сильно ударили по старой датской знати, проживавшей на самом юге Скандинавского полуострова. Во всяком случае поместье Эриксхольм осталось во владении Тоттов.
После смерти Таге Тотта замок Эриксхольм должен был унаследовать его единственный внук — восьмилетний Таге Оттесен Тотт-младший. Во время новой Датско-шведской войны (1675–1679) замок, занятый гарнизоном шведских солдат, в 1678 году смогли захватить и разрушить датчане. А вскоре сам Таге Оттесен Тотт-младший получил приглашение в Копенгаген. 
Пребывание шведского подданного в Копенгагене в Стокгольме расценили как измену и попытку перейти на сторону датского короля Кристиана V. Шведские власти заочно приговорили владельца Эриксхольма к смертной казни. В 1677 году в Мальмё состоялась и заочная казнь «изменника». На эшафоте лишили головы специальную куклу (In effigie), которая изображала преступника. Аналогичный обряд заочной казни посвятили и Кнуду Хольгеру Тотту, сводному брату Таге. 
Позднее адвокаты смогли оспорить смертный приговор. Но Tage Оттесен Тотт-младший не рискнул вернуться в Швецию. Он предпочёл продать наследные земли и замок Хелле Розенкрантц, вдове адмирала и губернатора Норвегии Нильса Тролле, владевшей замком Трольхольм на острове Зеландия.

### XVIII-XX века

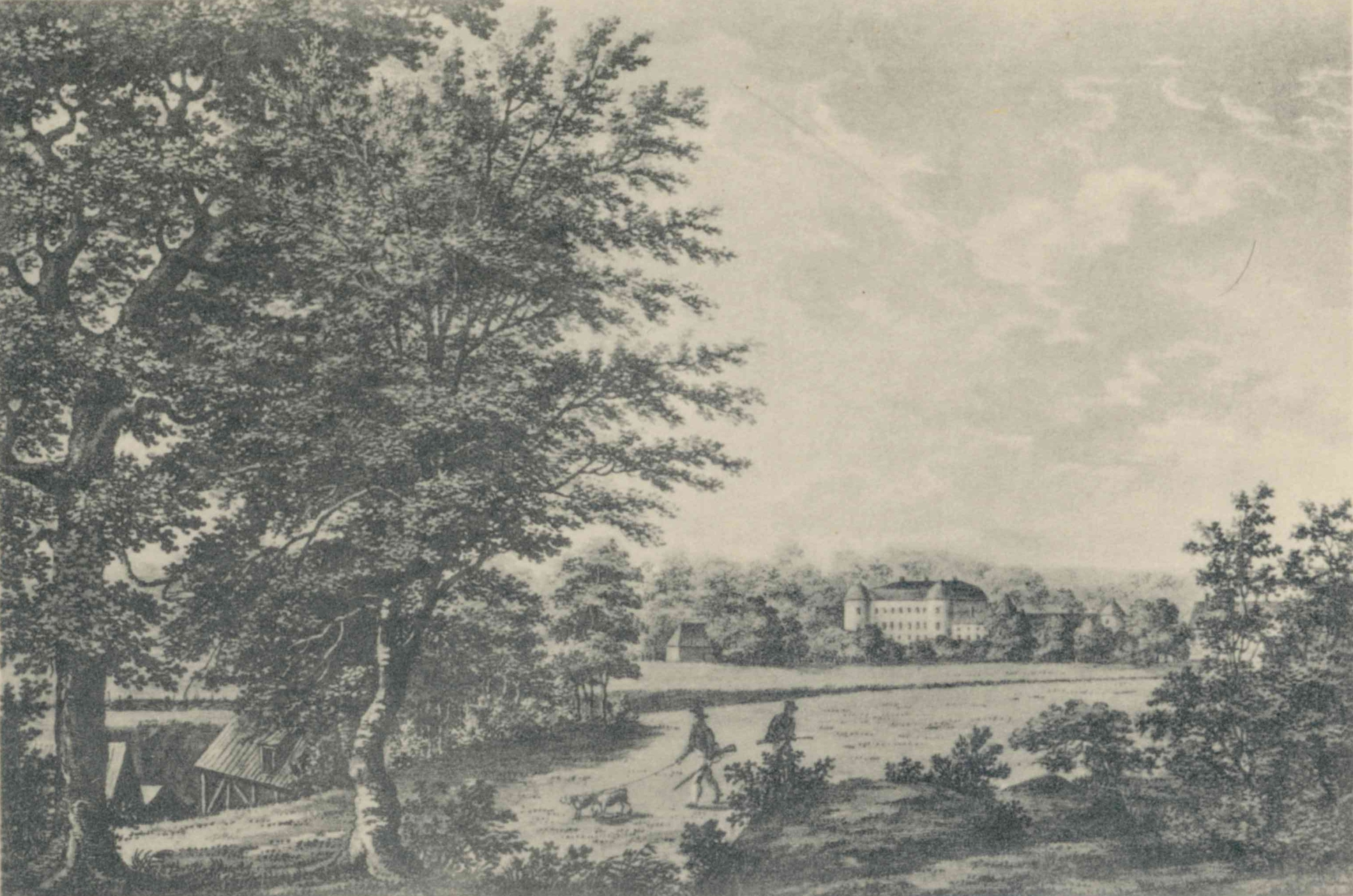
Замок Троллехольм на рисунке 1818 года

В 1727 году собственником имения и замка стал подполковник Фредрик Тролле. В 1755 году он переименовал резиденцию в Троллехольм. Его потомки и поныне владеют поместьем и замком.
Благодаря браку Вивики, дочери Фредрика Тролле и графа Густава Бонде замок Троллехольм стал собственностью семьи Бонде. Все последующие владельцы резиденции носят фамилию Тролле-Бонде.
Густав Тролле-Бонд, внук Вивики, в 1808-1837 годах разделил большую часть поместья. Он сдал эти участки в бессрочную аренду местным фермерам. В последующие годы вокруг замка были возведены разнообразные хозяйственные постройки, склады, а также школы и даже дома для бедных. 
После смерти Густава Тролле-Бонда замок Троллехольм принадлежал его племяннику графу Густаву Тролле-Бонде-младшему. Позднее собственником стал его второй сын граф Карл Йохан Тролле-Бонде. Именно он стал инициатором восстановления обветшавшего родового замка. Его потомки и ныне проживают в замке.
В 1886-1889 годах резиденция Троллехольм была полностью реконструирована и восстановлена под руководством датских архитекторов Фердинанда Мелдаля и Альберта Йенсена.

## Описание
Данный тип резиденций относиться к категории замков на воде. В прежние времена крепость располагалась на острове посреди озёр. Позднее значительная часть водоёмов была осушена или засыпана. Но основной комплекс четырёхугольной формы и поныне окружён широкими рвами, которые заполнены водой.
В архитектуре преобладают элементы XVI века. В частности узнаваемые фронтоны со ступенчатыми щипцами. 

## Современное использование
Большая часть комплекса остаётся в распоряжении семьи Тролле-Бонд. Замок закрыт для посещения публикой. Но часть резиденции используется как фешенебельная гостиница и ресторан.
По договорённости с владельцами в замке возможно проведение свадеб, юбилеев и корпоративных мероприятий. 

## В массовой культуре
Экстерьеры Троллехольма пригодились для съёмок двух сезонов шведского сериала «Звёзды в замке». Серии снимались в 2006 и 2007 годах.

## Библиотека замка Троллехольм
В замке Троллехольм находится одна из крупнейших частных библиотек Скандинавии. В собрании насчитывается около 45 тысяч томов. Основную часть коллекции собрал Карл Тролле-Бонд (1843–1912). Он предпочитал приобретать книги по шведской историю, генеалогии, топографии, а также биографии и средневековую литературу. Здесть хранится несколько ценных рукописей, в том числе из архива знатной семьи Сооп и из библиотеки замка Стора Бьюрум.

## Галерея

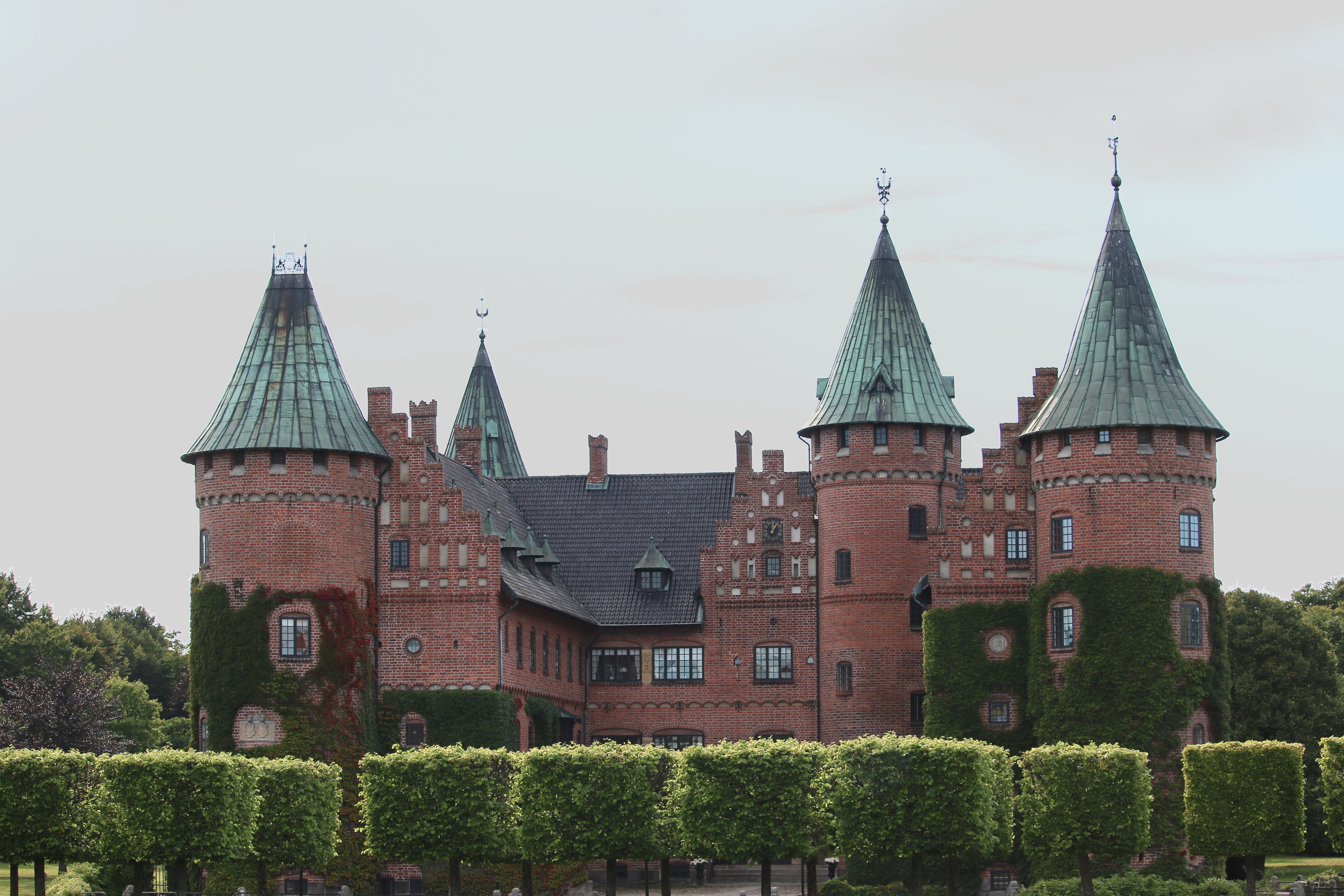
Общий вид замка с востока
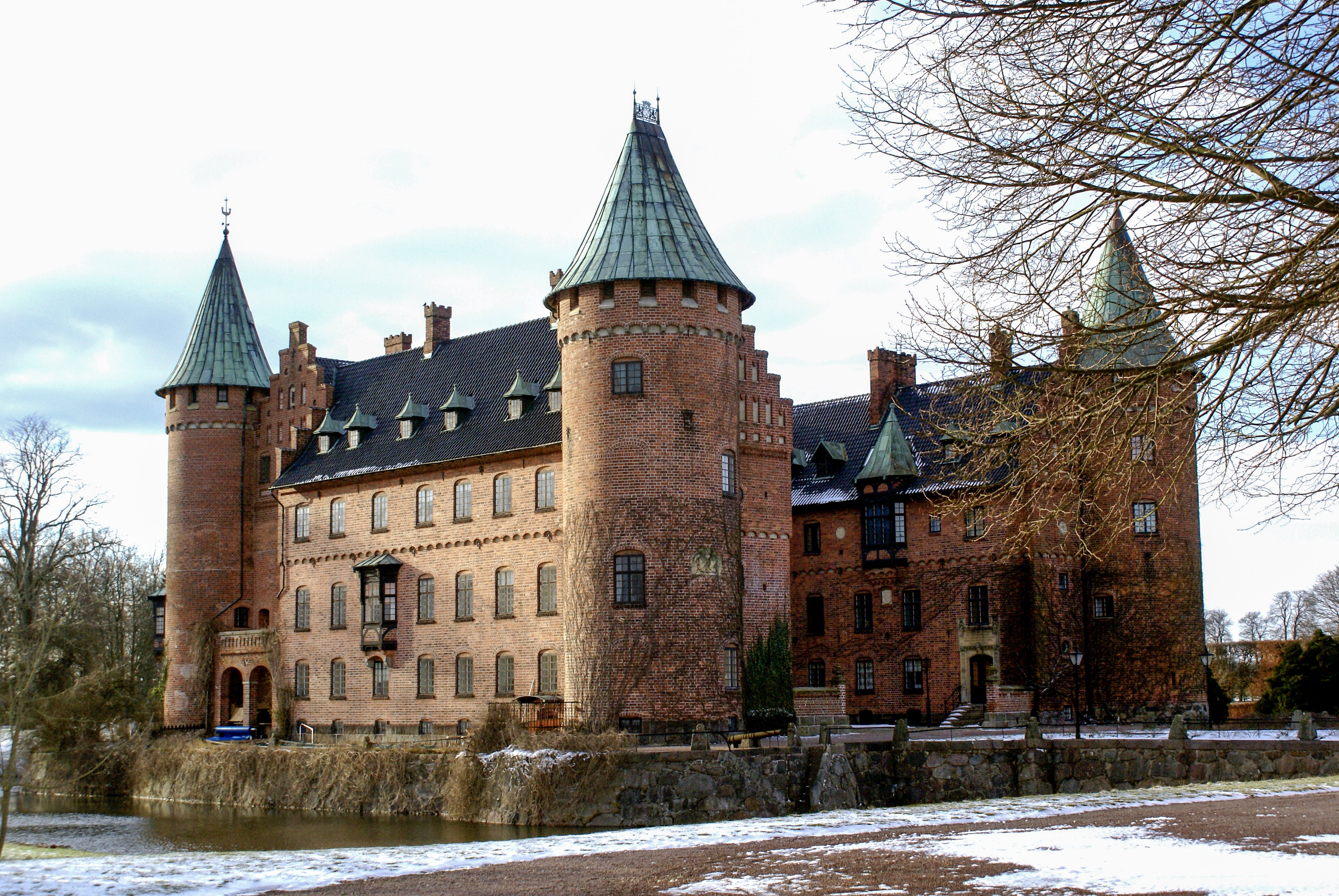
Вид комплекса зимой с юго-восточной стороны
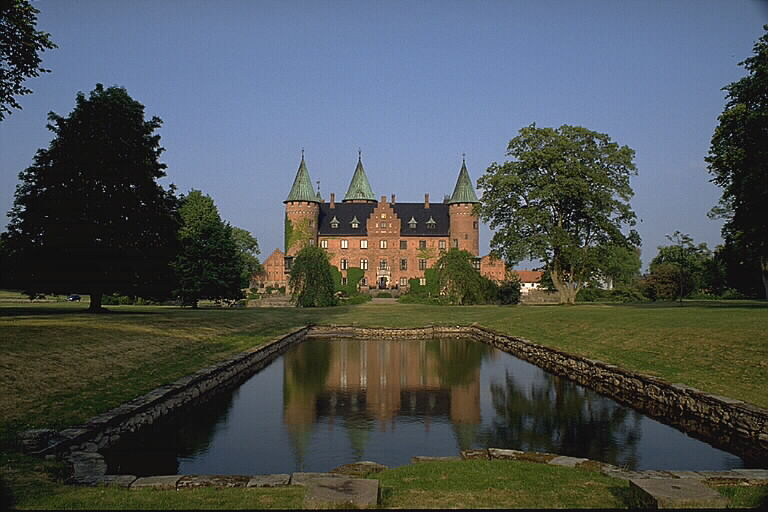
Вид замка с запада
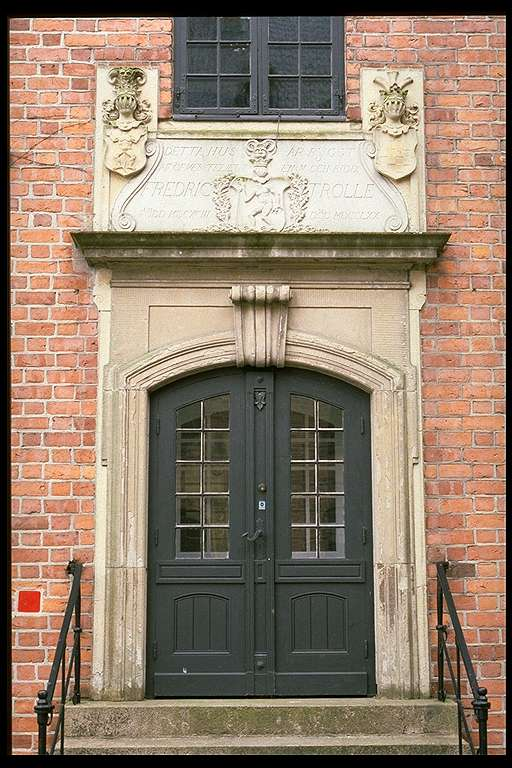
Вход в главное здание
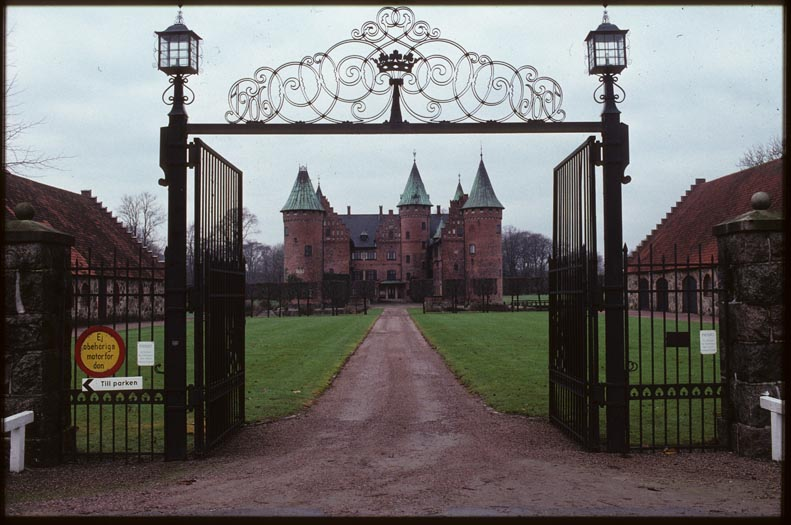
Ворота, ведущие к замковой территории